# Kilian Vogler

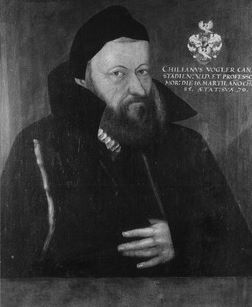
Kilian Vogler in einem sogenannten Krebsschär-Mantel auf einem Bild von Philipp Gretter von 1604 in der Tübinger Professorengalerie

Kilian Vogler (* 18. Februar 1516 in Cannstatt; † 16. März 1585 in Tübingen) war deutscher Philosoph, Jurist und Hofgerichtsassessor sowie Professor und Rektor an der Universität Tübingen.

## Leben
Kilian Vogler wurde an der Universität Tübingen zum Dr. iur. promoviert und wurde dort 1541 Professor der Ethik sowie 1553–1585 Professor der Rechte. Er war württembergischer Rat und Hofgerichtsassessor sowie 1556/57, 1562, 1566, 1570, 1575, 1579/80 Rektor an der Universität Tübingen. 
Verheiratet war Vogler ab 1573 mit Margaretha Königsbach, einer Tochter des württembergischen Rats Jacob Königsbach.
Sein Porträt hängt deshalb in der Tübinger Professorengalerie. Auf dem um 1604 von Philipp Gretter gemalten Bild trägt er einen sogenannten Krebsschär-Mantel aus der Zeit um 1550–1560.